# آنا بولينا
آنا بولينا (من مواليد 11 سبتمبر 1989 في سانت بطرسبرغ)، ممثلة وعارضة أزياء إباحية روسية فرنسية.

## المسيرة المهنية
اقتحمت بولينا عالم صناعة الأفلام الإباحية لأول مرة عام 2010، ومنذ ذلك الحين ظهرت في أكثر من 30 فيلما ومسلسلا.
أول ظهور لها كان في عام 2010 طبعا حيث حصلت على دور البطولة في فيلم الرعب إيشاب (بالفرنسية: Echap)‏. ثم ظهرت في عام 2011 في اثنين من الأفلام الوثائقية التلفزيونية التي تتحدث عن دور الفتيات في صنع الأفلام الإباحية وقد تم بث الفيليمن في قناة فرنسا 2 ولقيا نجاحا إلى حد ما خاصة بحضور النجمة الإباحية الفرنسية. ثم عاودت الظهور مجددا لكن هذه المرة في نيسان/أبريل 2012 حيث شاركت في حملة للوقاية من سرطان الثدي. كما ظهرت في إعلانات ياماها رقم 69 المدفوعة من قبل هوغو باين في 2012 وذلك خلال رالي داكار.
تألقت بولينا في العديد من الأفلام الإباحية وساهمت بقسط وافر في تطوير صناعة الإباحة في فرنسا حيث حصلت على عدة جوائز تقديرا لكل ما قامت به من خدمة لهذا المجال.

## الجوائز والترشيحات
| السنة | الجائزة  | الفئة                                   | النتيجة | العمل                                                                                        |
| ----- | -------- | --------------------------------------- | ------- | -------------------------------------------------------------------------------------------- |
| 2011  | فينوس    | أفضل نجمة إباحية جديدة                  | فوز     | —                                                                                            |
| 2012  | آي في إن | أفضل أداء في السنة (صنف الممثلات)       | رُشِّح     | —                                                                                            |
| 2012  | إكس بيز  | أفضل أداء في السنة لممثلة إباحية أجنبية | فوز     | —                                                                                            |
| 2013  | آي في إن | أفضل أداء في السنة لممثلة إباحية أجنبية | رُشِّح     | —                                                                                            |
| 2013  | آي في إن | أفضل مشهد جنسي لممثلة إباحية أجنبية     | رُشِّح     | Inglorious Bitches                                                                           |
| 2013  | آي في إن | أفضل مشهد جنسي لممثلة إباحية أجنبية     | رُشِّح     | The Journalist                                                                               |
| 2013  | XBIZ     | أفضل أداء في السنة لممثلة أجنبية        | رُشِّح     | —                                                                                            |
| 2014  | آي في إن | أفضل أداء في مشهد جنسي لممثلة أجنبية    | فوز     | The Ingenuous (مناصفة مع أليسكا دياموند، أنيسة كيت، آنجل بياف، ريتا، تارا وايت ومايكل أنجلو) |
| 2014  | آي في إن | أفضل أداء في مشهد جنسي لممثلة أجنبية    | رُشِّح     | Russian Institute 18: The Headmistress (مناصفة مع نيستا زيا وجي بي إكس)                      |
| 2014  | آي في إن | أفضل أداء في السنة لممثلة أجنبية        | رُشِّح     | —                                                                                            |
| 2014  | إكس بيز  | أفضل أداء في السنة لممثلة أجنبية        | رُشِّح     | —                                                                                            |
| 2015  | آي في إن | أفضل مشهد جنسي لممثلة أجنبية            | رُشِّح     | Footballers' Housewives (مناصفة مع آبي كات، ماركوس تيناي وفينيس كارتر)                       |
| 2015  | إكس بيز  | أفضل أداء في السنة لممثلة أجنبية        | رُشِّح     | —                                                                                            |

## روابط خارجية
- آنا بولينا على موقع IMDb (الإنجليزية)
- آنا بولينا على موقع قاعدة بيانات الفيلم (الإنجليزية)
- آنا بولينا على موقع ليتربوكسد (الإنجليزية)
- آنا بولينا على موقع كينوبويسك (الروسية)